# Leazcue
Leazcue (Leazkue en euskera y de forma oficial) es una localidad española y un concejo de la Comunidad Foral de Navarra perteneciente al municipio de Anué. 
Está situado en la Merindad de Pamplona, en la comarca de Ultzamaldea, y a 20 km de la capital de la comunidad, Pamplona. Su población en 2014 fue de 14 habitantes (INE), su superficie es de 1,94 km² y su densidad de población de 7,22 hab/km².

## Geografía física

### Situación
La localidad de Leázcue está situada en la parte central del municipio de Anué a una altitud de 498 m s. n. m. Su término concejil tiene una superficie de 1,94 km² y limita al norte con Olagüe y Egozcue; al este con Adorraga; al sur con Etuláin y al oeste con Echaide.
|                | Norte: Olagüe y Egozcue |                |
| Oeste: Echaide |                         | Este: Adorraga |
|                | Sur: Etuláin            |                |

## Demografía

### Evolución de la población
| Gráfica de evolución demográfica de Leázcue entre 2000 y 2022 |
|                                                               |
| Datos según el nomenclátor publicados por el INE.             |

## Política

### Alcaldes/as de Leazkue
| Período | Alcalde             | Partido       |
| ------- | ------------------- | ------------- |
| 2023-   | Oihane Perez Orbara | Independiente |